# Skjorte
En skjorte er en beklædningsgenstand, som dækker overkroppen. Typisk lukkes en skjorte foran med knapper. En skjorte bruges ofte sammen med bukser eller et jakkesæt for mænd, og bukser eller nederdel for kvinder. Polo-shirt er også en form for en skjorte, med Krave og knapper i toppen.
De fineste skjorter sys i dobbelt ægyptisk bomuld eller sea island cotton. Det giver skjorten glans og gør, at den krøller mindre. Syningen er også vigtig for skjortens levetid. Når den sys med tætte sting med en tråd, der ikke krymper, så holder både skjorten og pasformen længere. Når knapperne isyes med krydssting er der mindre risiko for at de falder af. Skjorter til kjole og hvidt er ofte syet i piqué.
Skjorter har forskellige flipper, kraver og manchetter. De mere gængse flipper er de klassiske "French cut away" og "Italian collar". Nogle kan tages af skjorten og vaskes separat. Manchetter er enkle med knapper eller franske dobbelte manchetter til manchetknapper.
En guayabera til bryllupper i Latinamerika.

## Lommer
Nogle skjorter har en eller to brystlommer. Hvis skjorten kun har én lomme, sidder den altid sidde på venstre side. Andre skjorter har aldrig eller meget sjældent lommer som skjorter med dobbeltmanchet og skjorter med knækflip til smoking. Skovmandsskjorter har typisk to lommer - ofte med klap.
Lommerne i 1930'erne og 40'erne var smallere end i dag. Særligt under anden verdenskrig, hvor meget blev rationeret blev de meget smalle. Ved slutningen af 1950'erne blev størrelsen standardiseret.

## Producenter
Jermyn Street er kendt for at huse adskillige skjorteskræddere og -producenter som Turnbull & Asser, Hawes & Curtis, Thomas Pink, Hilditch & Key, Harvie & Hudson, Charles Tyrwhitt og T. M. Lewin.
Blandt andre skjorteproducenter er Eton Shirts i Sverige.